# Greven af Monte Cristo
Greven af Monte-Cristo (fransk: Le Comte de Monte-Cristo) er en roman af Alexandre Dumas d.Æ. fra 1844. De fleste danske oversættelser hedder Greven af Monte Christo. Den og De Tre Musketerer er Dumas' mest populære romaner.
Romanen var avisføljeton i Le Journal des débats i 18 dele. De første afsnit kom fra 28. august til 26. november 1844, mens resten kom fra 20. juni 1845 til 15. januar 1846.
Handlingen udspiller sig i tiden efter den franske revolution og Napoleons kejserdømme i årene 1814-38. Napoleons stjerne er dalet, og restaurationen sker under Ludvig 18. og Karl 10.. Julirevolutionen følger i 1830, hvor den såkaldte borgerkonge Ludvig-Filip kommer på den franske trone. Den historiske baggrund er et helt fundamentalt element i handlingen. Bogens temaer er bedrag, forræderi, kærlighed, retfærdighed og ikke mindst hævn.

## Vigtigste personer
- Edmond Dantès/Greve af Monte-Cristo. I romanens anden del antager Dantès flere personligheder: Lord Wilmore, sømanden Sindbad og abbed Bussoni.
- Fernand Mondego, Greve af Morcerf, Edmonds barndomsven og senere dødsfjende
- Mercédès Herrera, Edmonds forlovede, senere hustru til Morcerf
- Albert Mondego, søn af Mercédès og Fernand
- Danglars, baron og bankier, purser på skibet, hvor Edmond arbejder som ung og afslører, at Danglars har rod i regnskaberne
- Gérard de Villefort, kongelig anklager, udvirker dommen og godtager de falske anklager for at holde faderens politiske anskuelser skjult og fremme egen karriere
- Noirtier de Villefort, far til Gérard, aktiv bonapartist.
- Pierre Morrel, Bonapartist, ejer af shippingfirma, Edmonds arbejdsgiver og velgører, senere reddet af Edmond
- Maximilien Morrel, søn af Pierre, officer i Frankrigs hær og ven med greven af Monte-Cristo
- abbed Faria, Lærd Italiensk nationalist, fange på If
- Caderousse, nabo og tilsyneladende ven til Dantès, aflægger i beruset tilstand falsk vidneudsagn mod Dantès og undlader som ædru at afsløre sit falskneri
- Haydée, datter af Ali Pasha, gjort til slave af Fernand efter drabet på hendes far, senere købt af greven af Monte-Cristo, er nøglevidne i retssagen mod Fernand Mondego
- Bertuccio, Korsikaner, smugler, vendetta-morder, tvangsarbejderfange og derefter intendant hos Greven af Monte-Cristo
- Benedetto, illegitim søn af Villefort, tyv og morder

## Handling
Edmond Dantès, en ung mand af beskeden herkomst, er offer for et komplot og anklages for at være bonapartist og idømmes fængsel på ubestemt tid på øen If. Motivet til komplottet er misundelse og ærgerrighed. Efter 14 års indespærring i fængselsslottet lykkes det ham at undslippe ved hjælp af en italiensk medfange, abbed Faria. Faria har i årene i fængslet lært Edmond at læse, skrive, regne, fægte osv., så han kan begå sig i det dannede selskab i Paris. Faria dør inden flugten, men afslører på sit dødsleje for Edmond, at han kender til en hemmelig skat gemt på øen Monte-Cristo. Edmond antager herefter identiteten Greve af Monte-Cristo, og som en formuende mand vier han sit liv til en langsom og nidkær hævn over dem, der stod bag hans arrestation og dom.

## Politisk baggrund
Romanen blev skrevet og fik succes i løbet af 1844 – 48. I 1836 og 1840 optog to bonapartistiske statskupforsøg sindene, og den senere kejser Napoleon III sad fængslet til 1846, hvor det lykkedes ham at flygte til England. Dumas' forhold til bonapartismen var præget af, at han var søn af den general Dumas, der var født som slave på St. Domingue og blev en af revolutionens store helte, men som blev udstødt af hæren da kejserdømmet indførte racelove i 1802.
Alexandre Dumas har beskrevet romanens fødsel i en artikel han kaldte Greven af Monte-Cristos fødselsattest . Det fremgår at han i 1841 havde hyppig kontakt med Napoleon I's bror Jerome, som boede i Firenze. Dumas foretog en sejltur fra Livorno til øerne Elba og Monte-Cristo i selskab med Jeromes søn, prins Napoleon. Da Monte-Cristo øen var karantænepligtig, gik de ikke i land, men Dumas insisterede på at sejle rundt om øen, fordi han, som han sagde, agtede at skrive en roman inspireret af denne sejltur. Romanen skildrer en person som flygter fra en fængselsstraf på livstid og dukker op i Paris som en uudgrundelig og magtfuld verdensmand. Dette gentog sig et par år efter bogens offentliggørelse i virkelighedens verden med Napoleon III og Det andet Kejserdømme. I de begivenheder, der fældede borgerkongen Louis-Philippe og gjorde Louis-Napoleon til republikkens første folkevalgte præsident, var Dumas ikke på den bonapartistiske side. Ved folkeafstemningen i 1848 stemte han på Cavaignac.

## Filmatiseringer
Romanen er filmatiseret talrige gange både til filmlærredet og til tv. Der findes udgaver, der holder sig nogenlunde tekstnært til romanen, mens andre tager sig mange friheder. Tv-serien fra 1980, der varer seks timer, er den hidtil mest værktro.
- The Count of Monte Cristo (1908) (stumfilm), med Hobart Bosworth i titelrollen (USA)
- The Count of Monte Cristo (1913) (stumfilm), med James O'Neill i titelrollen (USA)
- Le Comte de Monte Cristo (1918) (stumfilm) (15 episoder), med Léon Mathot i titelrollen (F)
- Monte Cristo (1929) (stumfilm), med Jean Angelo i titelrollen (F)
- The Count of Monte Cristo (1934), med Robert Donat i titelrollen (USA)
- The Count of Monte Cristo (1954), med Jean Marais i titelrollen (F)
- Le Comte de Monte Cristo (1975) (TV), med Richard Chamberlain og Tony Curtis i hovedrollerne (GB)
- Le Comte de Monte-Cristo (1980) (TV, 6 dele), med Jacques Weber i titelrollen (F/I/D)
- The Count of Monte Cristo (2002), med James Caviezel, Guy Pearce og Richard Harris i hovedrollerne (USA)
- Gankutsuō (jap. 巌窟王) (2004) (TV), animeret science-fiction version. (J)
- The Count of Monte Cristo (2024) (TV, 8 dele), med Sam Clafin og Jeremy Irons, instrueret af Bille August.